# Heim Ernő
Heim Ernő (Budapest, 1904. június 29. – Budapest, 1980. szeptember 20.) magyar Ybl Miklós-díjas (1957, 1971) építész, egyetemi tanár. 

## Életpályája
Szülei: Heim Pál (1875–1929) gyermekgyógyász és Klug Jolán (1879–1963) voltak. 1922–1927 között a Budapesti Műszaki Egyetem Építészmérnöki Karának hallgatója volt. 1927–1929 között Wälder Gyula mellett, majd a svéd építész, Gunner Asplund stockholmi irodájában dolgozott. 1930–1946 között Budapest Székesfőváros III. városrendezési ügyosztályán segédmérnök, mérnök, majd főmérnök volt. 1933–1939 között készítette el Budapest városfejlesztési programját. 1946-ban – politikai okokból – elbocsátották. 1946–1949 között magánvállalkozó volt. 1949-ben az állami tervezőintézetek megalakulásakor munkát kapott a városrendezés területén. 1956–1967 között a Fővárosi Tanács VB. VIII. városrendezési és építési főosztályának csoportvezető főmérnöke volt. 1960-ban Budapest Városrendezési Szabályzatát állította össze. 1966-ig dolgozott a Fővárosi Tervező Intézet, majd a Budapesti Városrendezési Intézet és a Budapesti Városépítési Tervező Vállalat városrendezési irodájának osztályvezető főmérnökeként. 1967-től a Magyar Iparművészeti Főiskola címzetes egyetemi tanára volt. 1968–1969 között a Budapesti Városépítési Tervező Vállalat műszaki gazdasági tanácsadója volt.

### Munkássága
Kezdeményezte a Rákóczi út árkádosítását, a főútvonalak foghíjainak beépítését, a belvárosi üzletközpont kiépítését, a Római-part rendezését, a Józsefváros rekonstrukcióját. Alapító tagja volt a Magyar Építőművészek Szövetségének és a Magyar Urbanisztikai Társaságnak. Széles körű szakmai publikációt fejtett ki.
Sírja a Farkasréti temetőben található (6/16-1-11).

## Művei
- Városfejlesztés (Budapest, 1943)
- Elavult városrészek újjáépítésének eszközei és lehetőségei (Magyar Mérnök és Építészegylet kiadványai, Budapest, 1944/6)
- A település területének felhasználása (egyetemi jegyzet, Budapest, 1952)
- Elavult városrészek újjáépítésének módszerei (egyetemi jegyzet, Budapest, 1954)
- A tömeges lakásépítés városrendezési kérdései (egyetemi jegyzet, Budapest, 1955)
- A budapesti lakásépítés problémái (Budapest, 1963)

## Díjai
- Ybl Miklós-díj (1957, 1971)
- Munka Érdemrend (1962)
- Hild János-emlékérem (1972)
- a Munka Érdemrend arany fokozata (1976)
- Reitter Ferenc-díj (1979)